# Ткаченко Микола Олександрович
Микола Олександрович Ткаченко (нар. 1 жовтня 1984, село Попівка Карлівського району Полтавської області, Україна) —  майстер спорту України міжнародного класу з гирьового спорту, Заслужений тренер України, рекордсмен, чемпіон України, Європи, срібний призер чемпіонату світу. Керівник відокремленого підрозділу всеукраїнської громадської організації "Союз гирьового спорту України" у Полтавській області (Код ЄДРПОУ 43418228 )
Спортсмен-інструктор групи з неолімпійських видів спорту Спортивного клубу Національної гвардії України.

## Біографія[5][4]
Народився 1 жовтня 1984 року в селі Попівка Карлівського району Полтавської області.
По закінченню Попівської середньої школи (2002 р.) навчався у Полтавській державній аграрній академії на факультеті механізації сільського господарства, по завершенню навчання в якій (2007 р.) отримав диплом інженера-механіка (спеціаліст). Другу вищу освіту здобув заочно у Харківському державному педагогічному університеті (2011 - 2014 рр. навчання) за спеціальністю "Вчитель фізичної культури".
Микола виступає за спортивний клуб Національної Гвардії України та Фізкультурно-спортивне товариство "Динамо" України (з 2020 року, раніше - за Фізкультурно-спортивне товариство "Колос").
25.02.2020 року відбулося відкриття секції гирьового спорту в Комунальній установі "Спортивне товариство "Карлівка" Карлівської міської ради, заняття в якій проводять Олег Коломієць та Микола Ткаченко.
З 07.04.2021 співвласник торгової марки "Полтавський еталон". Проживає в місті Карлівка Полтавської області.
Депутат Карлівської міської ради дев’ятого скликання від політичної партії "Українці".

## Нагороди
| Змагання                                                          | Вагова категорія | Місце  | Дисципліна, результат               | Тренер         |
| ----------------------------------------------------------------- | ---------------- | ------ | ----------------------------------- | -------------- |
| Чемпіонат Європи 2016, Гдиня, Польща, 11 - 15 травня              | 95               | Бронза | двоборство, сума 190                | Мороз О.А.     |
| Чемпіонат Європи 2017, Даугавпілс, Латвія                         | 95               | Срібло | поштовх, 102                        | Мороз О.А.     |
| Чемпіонат Європи 2017, Даугавпілс, Латвія                         | 95               | Золото | ривок, 169                          | Мороз О.А.     |
| Чемпіонат Європи 2017, Даугавпілс, Латвія                         | 95               | Срібло | двоборство, сума 186,5              | Мороз О.А.     |
| Чемпіонат Європи 2018, Кечкемет, Угорщина, 10 - 14 травня         | 95 +             | Срібло | двоборство, сума 192                | Мороз О.А.     |
| Чемпіонат Європи 2018, Кечкемет, Угорщина, 10 - 14 травня         | 95 +             | Срібло | естафета довгим циклом, 32          | Мороз О.А.     |
| Чемпіонат світу 2018, Даугавпілс, Латвія, 10 - 15 жовтня          | 95 +             | Срібло | естафета довгим циклом              | Мороз О.А.     |
| Чемпіонат світу 2018, Даугавпілс, Латвія, 10 - 15 жовтня          | 95 +             | Срібло | естафета класична                   | Мороз О.А.     |
| Чемпіонат Європи 2019, Штольберг, Німеччина, 30 травня - 2 червня | 95 +             | Бронза | естафета довгим циклом, 32          | Мороз О.А.     |
| Кубок Європи 2019, Париж, Франція, 28 червня - 1 липня            | 85 +             | Золото | естафета довгим циклом, 32          | Мороз О.А.     |
| Кубок Європи 2019, Париж, Франція, 28 червня - 1 липня            | 85 +             | Бронза | поштовх довгим циклом, 40           | Мороз О.А.     |
| Чемпіонат Європи 2020, Нествед, Данія, 27 вересня - 5 жовтня      | 95 +             | Золото | естафета класична                   | Коломієць О.В. |
| Кубок Європи 2021, 2-5 липня Гарлява, Литва                       | 95 +             | Золото | поштовх довгим циклом, 52           | Коломієць О.В. |
| Кубок Європи 2021, 2-5 липня Гарлява, Литва                       | 95 +             | Срібло | класична естафета, 57               | Коломієць О.В. |
| Чемпіонат світу 2021 Будапешт, Угорщина, 21 - 25 жовтня           | 95 +             | Бронза | поштовх довгим циклом, 53           | Коломієць О.В. |
| Чемпіонат світу 2024 Корфу, Греція, 10 - 13 жовтня                | 95 +             | Золото | класична естафета (дорослі, 32 кг)  | Коломієць О.В. |
| Чемпіонат світу 2024 Корфу, Греція, 10 - 13 жовтня                | 95 +             | Золото | класична естафета (ветерани, 24 кг) | Коломієць О.В. |

## Рекорди
Рекорди України
| Номер в Реєстрі спортивних рекордів з визнаних в Україні видів спорту | Вид спорту     | Вагова категорія Вікова група | Дисципліна           | Спортивний рекорд України | Вага гирь, кг | Змагання, на яких встановлено рекорд          |
| --------------------------------------------------------------------- | -------------- | ----------------------------- | -------------------- | ------------------------- | ------------- | --------------------------------------------- |
| ІІ/01/2016                                                            | Гирьовий спорт | 95 кг Дорослі                 | Двоборство (поштовх) | 108 підйомів              | 32            | Кубок України, Київ, 01 - 04 квітня 2016 року |
| ІІ/01/2016                                                            | Гирьовий спорт | 95 кг Дорослі                 | Двоборство (ривок)   | 163 підйоми               | 32            | Кубок України, Київ, 01 - 04 квітня 2016 року |
| ІІ/01/2016                                                            | Гирьовий спорт | 95 кг Дорослі                 | Двоборство (сума)    | 189,5 очок                | 32            | Кубок України, Київ, 01 - 04 квітня 2016 року |
| ІІ/01/2016                                                            | Гирьовий спорт | 95 кг Дорослі                 | Естафета             | 52 підйоми                | 32            | Кубок України, Київ, 01 - 04 квітня 2016 року |

## Трансляції змагань
| Змаганя                                                                      | Відеопосилання           | Час відео | Локація          | Вправа, результат |
| ---------------------------------------------------------------------------- | ------------------------ | --------- | ---------------- | --- |
| Чемпіонат світу з гирьового спорту 2021 22 - 24 листопада Будапешт, Угорщина | 22.10.2021 частина 1     | 4:43:10   | 2 поміст         | Двоборство вагова категорія 95+, поштовх гир по 32 кг, 55 підйомів                                                                  |
| Чемпіонат світу з гирьового спорту 2021 22 - 24 листопада Будапешт, Угорщина | 22.10.2021 частина 2     | 4:49:00   | 2 поміст         | Двоборство, ривок, 160 підйомів |
| Чемпіонат світу з гирьового спорту 2021 22 - 24 листопада Будапешт, Угорщина | трансляція 23.10.2021    | 7:38:50   | 5 поміст         | Поштовх довгим циклом, 53 підйоми                                                                                                   |
| Чемпіонат України з гирьового спорту 02-05.09.2021 м. Київ, Палац Спорту     | день перший              | 5:36:26   | 4 поміст 4 зміна | Естафета класична, збірна Полтавської області, разом з Срібний Руслан (1 зміна), Величко Ярослав (2 зміна), Сушко Ярослав (3 зміна) |
| Чемпіонат України з гирьового спорту 02-05.09.2021 м. Київ, Палац Спорту     | день другий              | 1:13:40   | 1 поміст 6 зміна | Поштовх довгим циклом, 60 підйомів                                                                                                  |
| Чемпіонат України з гирьового спорту 02-05.09.2021 м. Київ, Палац Спорту     | день другий              | 2:30:00   | 4 поміст         | Естафета довгим циклом, збірна Полтавської області разом з Білоус Віталій, Коломієць Олег, Сушко Ярослав.                           |
| 2021 Kettlebell Lifting \| European Cup 2 - 5 липня Гарлява, Литва.          | трансляція 03 липня 2021 | 9:46:20   | 2 поміст 4 зміна | Естафета класична 203 підйоми разом з Колеснюк Євгеній, Коломієць Олег, Давиденко Михайло. Особистий результат - 57 підйомів        |
| 2021 Kettlebell Lifting \| European Cup 2 - 5 липня Гарлява, Литва.          | трансляція 03 липня 2021 | 10:21:00  |                  | Нагородження, естафета класична, 2 місце                                                                                            |
| 2021 Kettlebell Lifting \| European Cup 2 - 5 липня Гарлява, Литва.          | Трансляція 04 липня 2021 | 4:36:00   | 3 поміст         | Поштовх довгим циклом, 52 підйомів                                                                                                  |
| 2021 Kettlebell Lifting \| European Cup 2 - 5 липня Гарлява, Литва.          | Трансляція 04 липня 2021 | 5:07:50   |                  | Нагородження, поштовх довгим циклом, за 1 місце у ваговій категорії 95+                                                             |

## Галерея

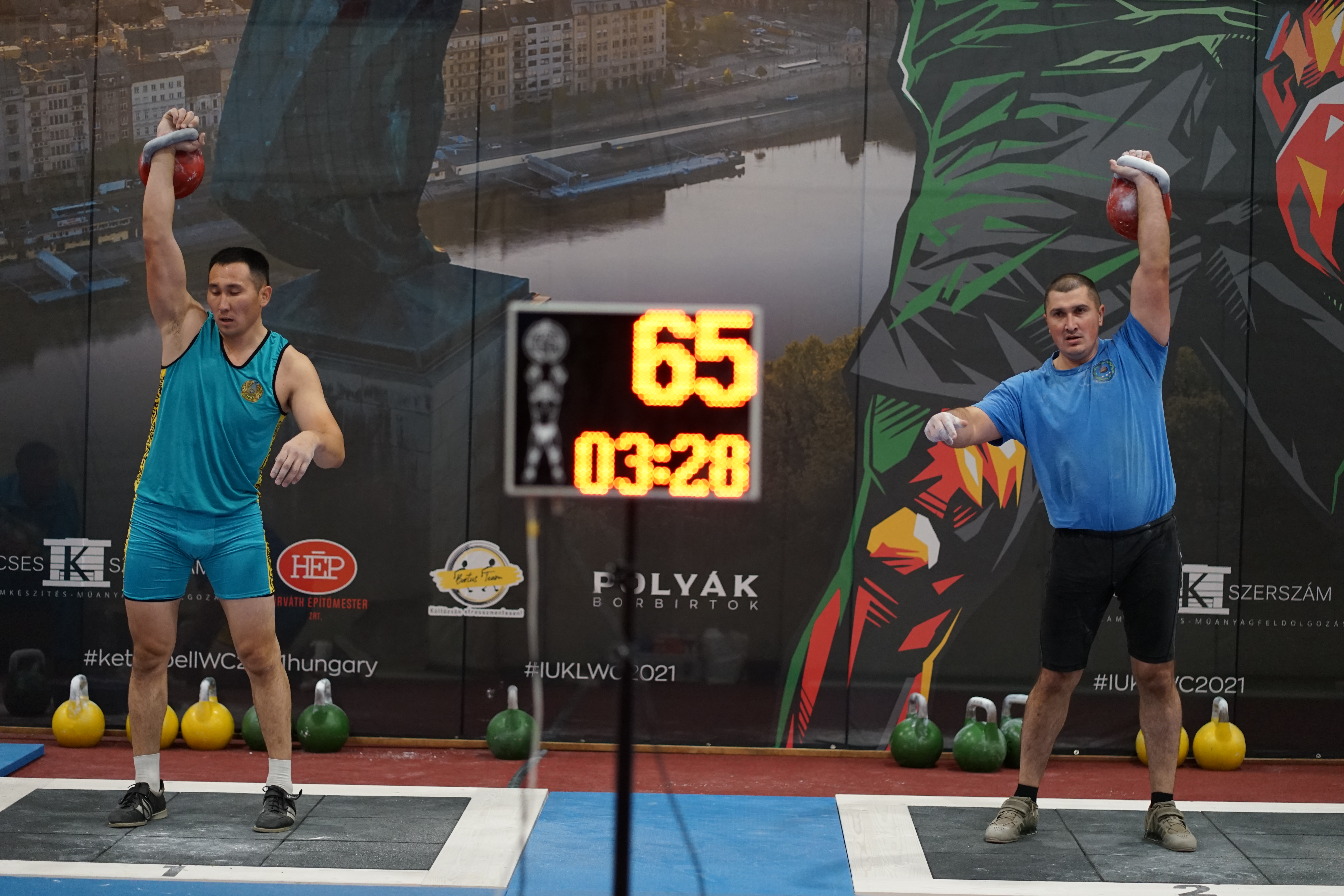
IUKL World Championship 2021, Budapest
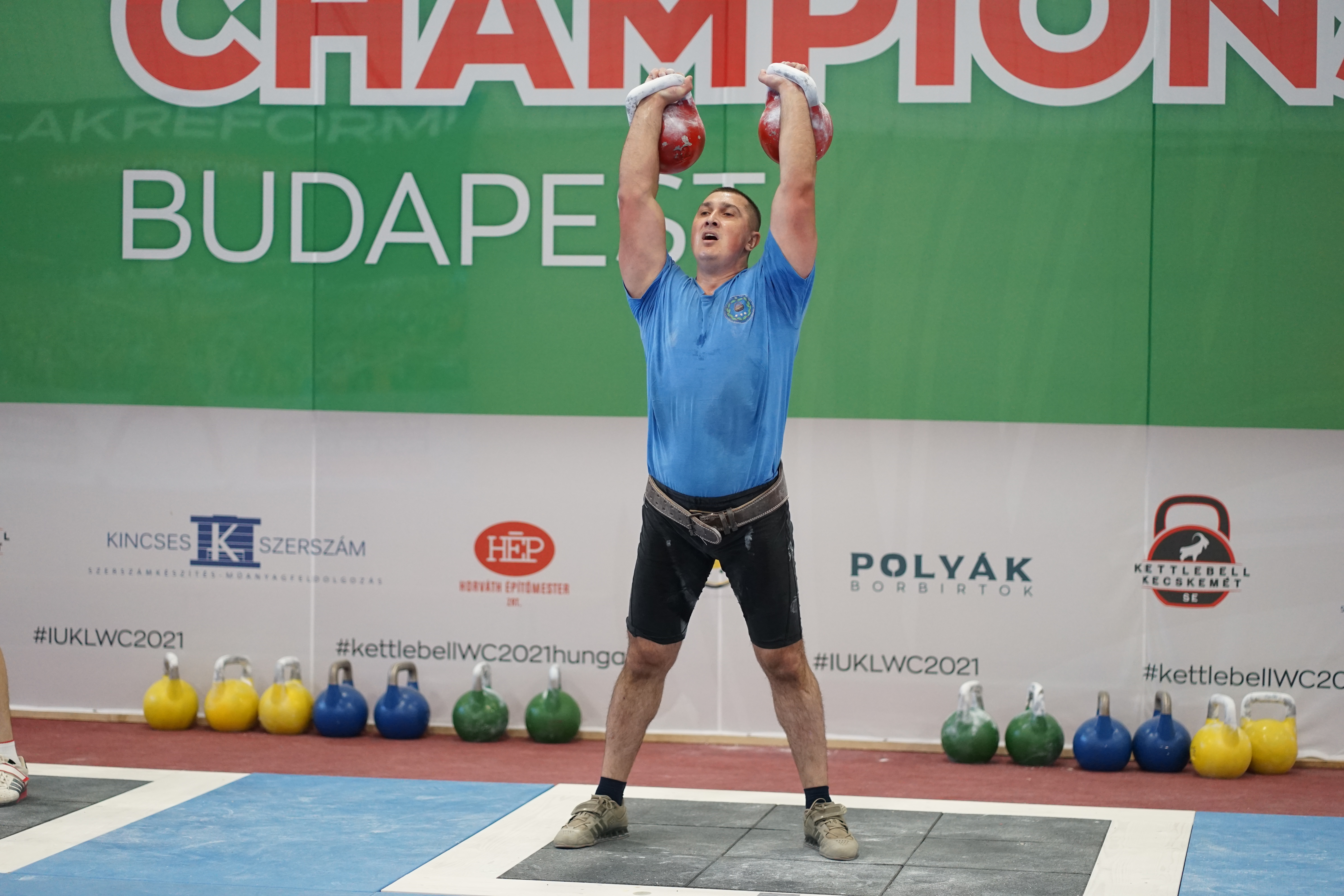
IUKL World Championship 2021, Budapest.
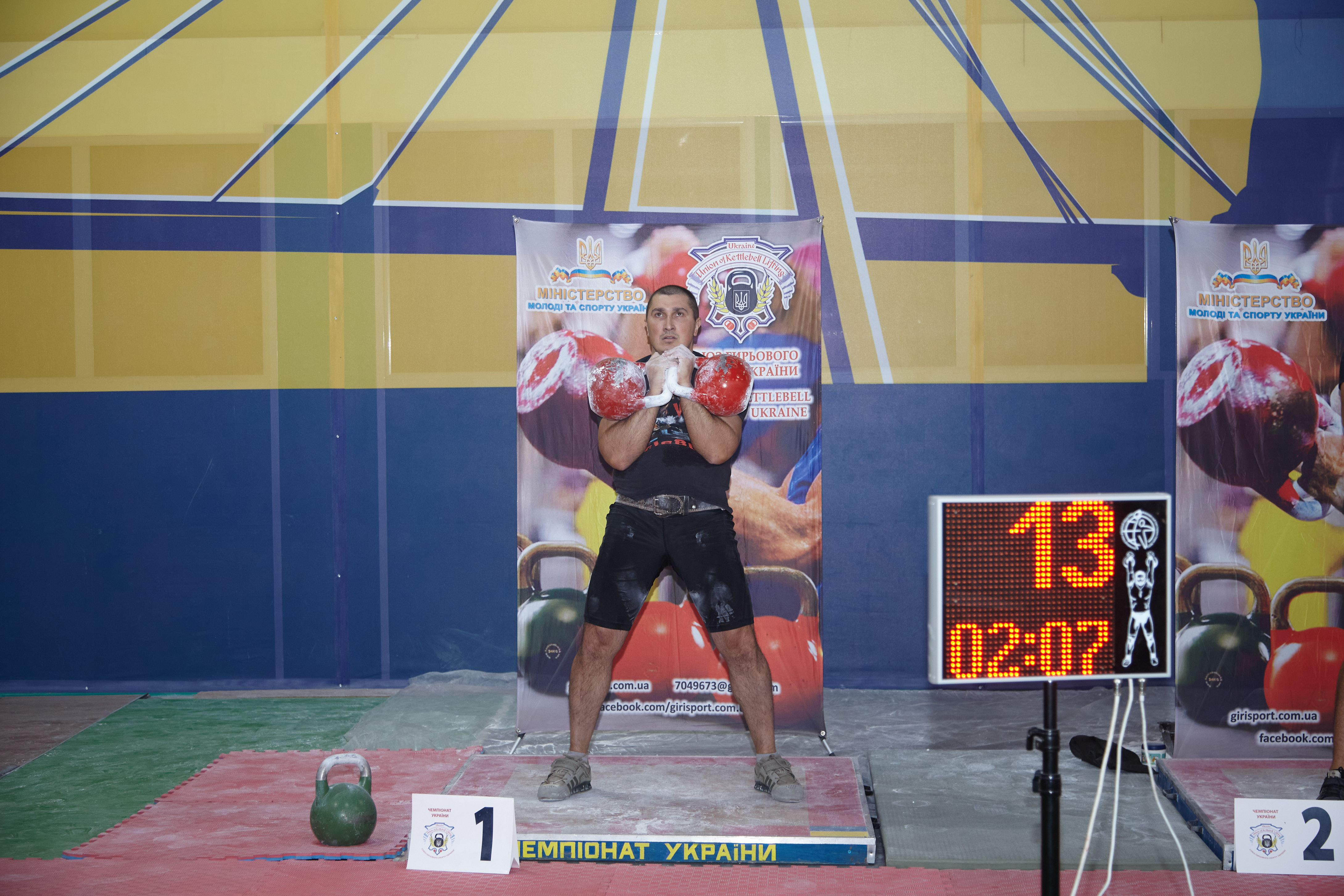
Ткаченко Микола. Чемпіонат України з гирьового спорту 2021-09-04 Київ
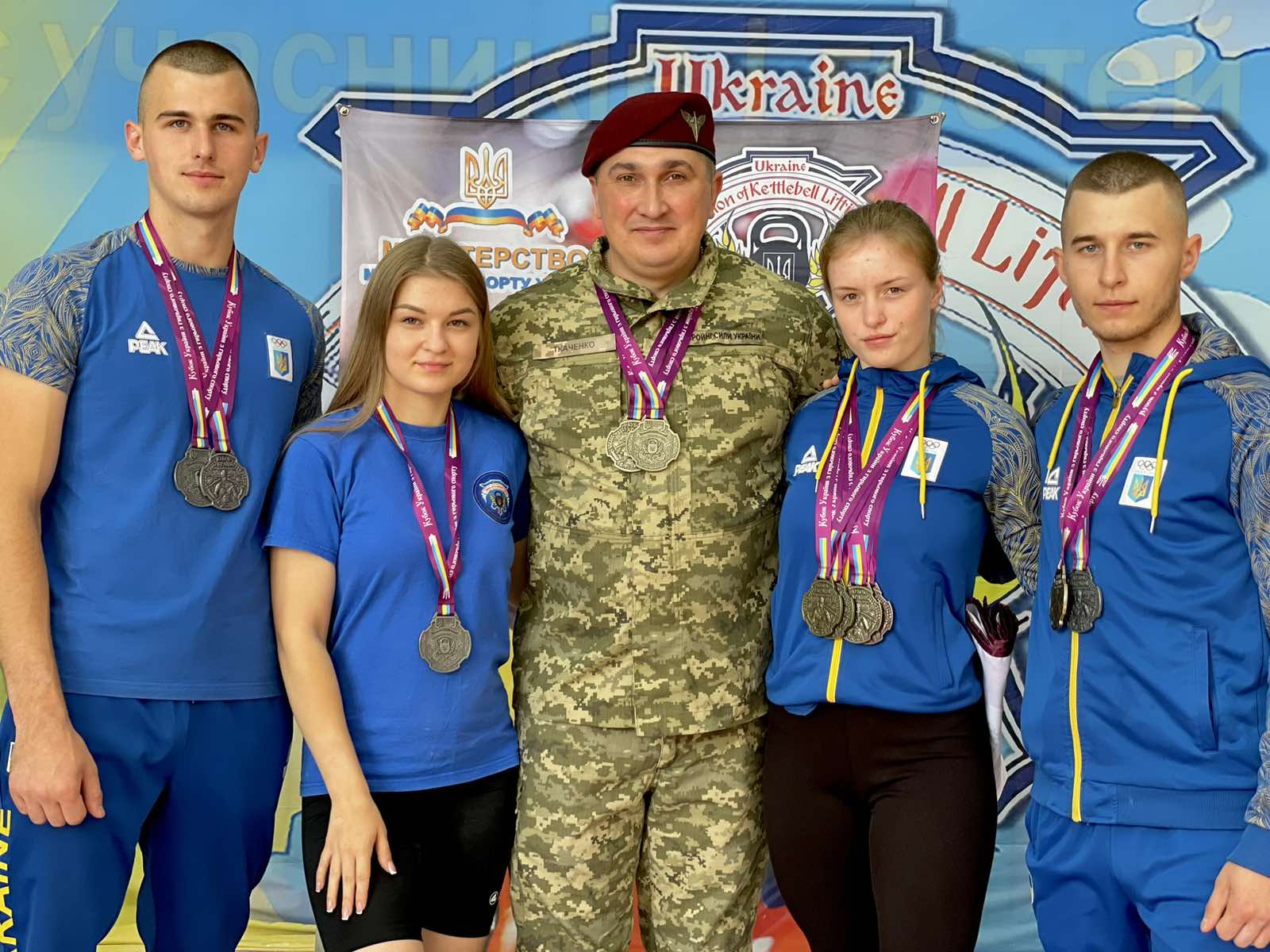
Кубок України 05-08.10.2023, Київ НУБіП. Цибулько Олександр, Кремель Ярослава, Ткаченко Микола, Мирна Єлизавета, Чуйко Антон
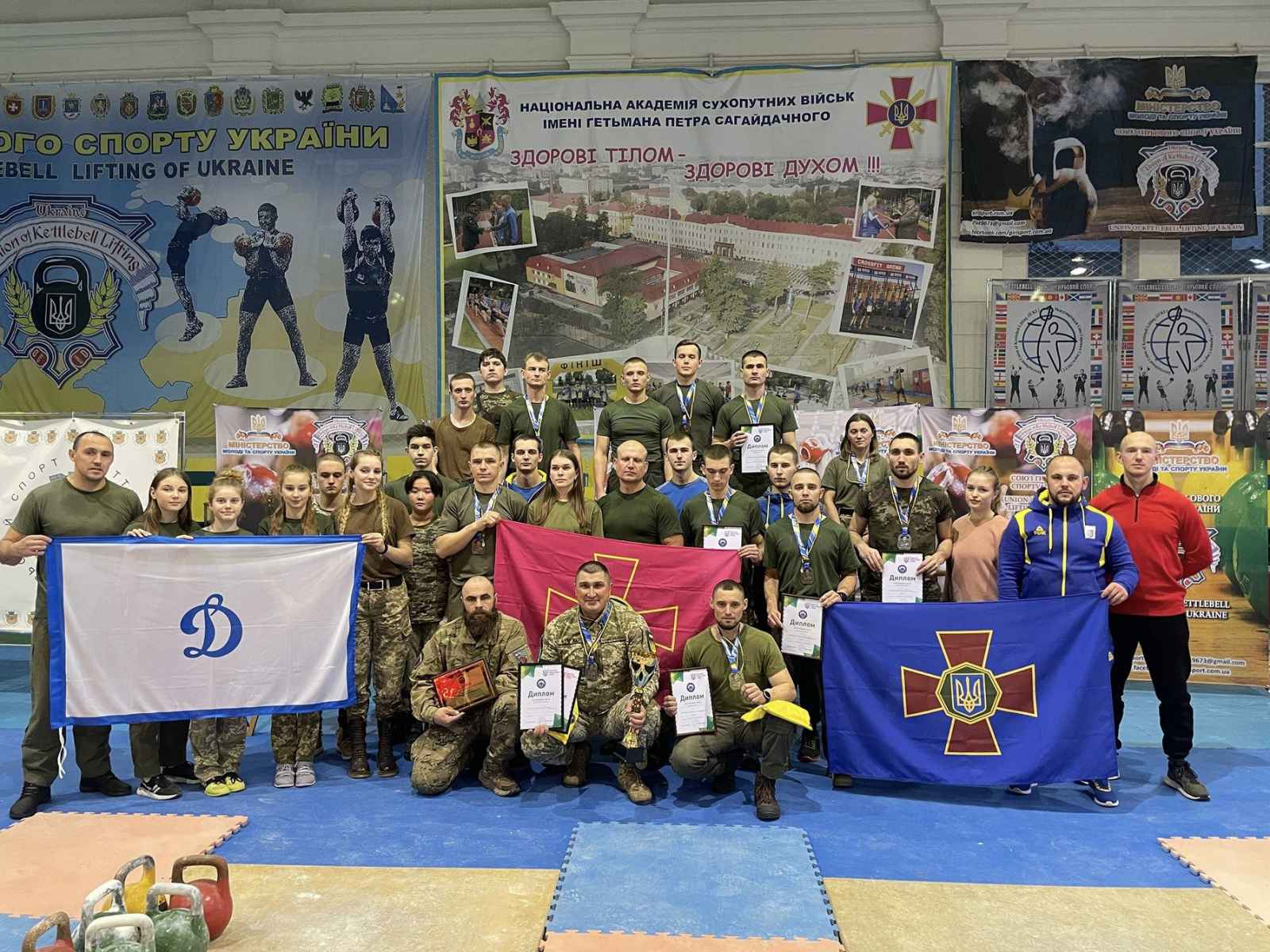
Збірна Полтавщини. Чемпіонат України з гирьового спорту та Всеукраїнські змагання з гирьового спорту пам’яті професора Ю.О.Резнікова «Гвардійський ривок» 9 -11 грудня 2022 року, м.Львів.

## Досягнення підопічних на міжнародних змаганнях

### European Chamionship 2024, Paris, France, 18 April - 20 April 2024[13]
|         | Прізвище та ім'я      | Вага гирі, кг | Вагова категорія | Рік народження | Вікова група | Місце і результат | Місце і результат | Місце і результат | Місце і результат | Місце і результат    | Місце і результат | Місце і результат |
| Поштовх | Прізвище та ім'я      | Вага гирі, кг | Вагова категорія | Рік народження | Вікова група | Ривок             | Двоборство        | Довгий цикл       | Триборство        | Естафета довгий цикл | Естафета поштовх  |                   |
| ------- | --------------------- | ------------- | ---------------- | -------------- | ------------ | ----------------- | ----------------- | ----------------- | ----------------- | -------------------- | ----------------- | ----------------- |
| 1       | Борисенко Артем       | 16            | 58               | 2008           | U-16         | 141               | 235               |                   | 102               | 823                  |                   |                   |
| 2       | Лисенко Ярослав       | 16            | 68+              | 2009           | U-16         | 156               | 238               | 275               |                   |                      |                   |                   |
| 3       | Матушевська Анастасія | 12            | 53               | 2010           | U-16         | 135               | 214               | 242               |                   |                      |                   |                   |
| 4       | Бадьон Марина         | 12            | 58               | 2008           | U-16         | 107               | 220               | 217               |                   |                      |                   |                   |
| 5       | Попельнюх Марія       | 16            | 58               | 2010           | U-18         | 82                | 162               |                   | 58                | 506                  |                   |                   |
| 6       | Цибулько Олександр    | 32            | 78               | 2004           | U-23         |                   |                   |                   | 60                |                      | 26                | 38                |
| 7       | Михайлова Марія       | 24            | 68+              | 2003           | U-23         | 70                | 85                |                   | 23                | 294                  |                   |                   |
| 8       | Чуйко Антон           | 32            | 73               | 2003           | Adults       | 95                | 125               | 157,5             |                   |                      |                   |                   |
| 9       | Коломієць Олег        | 32            | 85               | 1989           | Adults       | 125               | 207               |                   | 79                | 694                  |                   | 56                |
| 10      | Сушко Ярослав         | 32            | 95               | 1995           | Adults       | 137               |                   |                   |                   |                      |                   | 55                |
| 11      | Кремель Ярослава      | 24            | 58               | 2004           | Adults       |                   | 75                |                   |                   |                      |                   |                   |
| 12      | Мирна Єлизавета       | 24            | 63               | 2004           | Adults       | 43                | 86                |                   | 1                 | 1                    |                   |                   |
| 13      | Михайлова Марія       | 24            | 68+              | 2003           | Adults       | 70                | 85                |                   | 23                | 294                  |                   |                   |
|         | Всього: 36 , 5        |               |                  |                |              |                   |                   |                   |                   |                      |                   |                   |

### European Cup 2022, 27 Oct - 1 Nov 2022, Ostrów Wielkopolski, Poland
|         | Прізвище та ім'я   | Вага гирі, кг | Вагова категорія | Рік народження | Вікова група | Місце і результат | Місце і результат | Місце і результат | Місце і результат |
| Поштовх | Прізвище та ім'я   | Вага гирі, кг | Вагова категорія | Рік народження | Вікова група | Ривок             | Двоборство        | Довгий цикл       |                   |
| ------- | ------------------ | ------------- | ---------------- | -------------- | ------------ | ----------------- | ----------------- | ----------------- | ----------------- |
| 1       | Цибулько Олександр | 32            | 78               | 2004           | Adults       | 90                | 102               | 141               |                   |
| 2       | Коломієць Олег     | 32            | 85               | 1989           | Adults       | 118               | 204               | 220               | 74                |
| 3       | Мирна Єлизавета    | 24            | 58               | 2004           | Adults       |                   | 90                |                   |                   |

### World Championship 2024, Corfu, Greece, 10-13 October
|         | Прізвище та ім'я   | Вага гирі, кг | Вагова категорія | Рік народження | Вікова група | Місце і результат | Місце і результат | Місце і результат | Місце і результат | Місце і результат | Місце і результат    | Місце і результат |
| Поштовх | Прізвище та ім'я   | Вага гирі, кг | Вагова категорія | Рік народження | Вікова група | Ривок             | Довгий цикл       | Двоборство        | Триборство        | Естафета поштовх  | Естафета довгий цикл |                   |
| ------- | ------------------ | ------------- | ---------------- | -------------- | ------------ | ----------------- | ----------------- | ----------------- | ----------------- | ----------------- | -------------------- | ----------------- |
| 1       | Чуйко Антон        | 32            | 73               | 2003           | U-23         | 90                | 132               |                   | 156               |                   |                      |                   |
| 2       | Цибулько Олександр | 32            | 78               | 2004           | U-23         |                   |                   | 63                |                   |                   | 1                    |                   |
| 3       | Чуйко Антон        | 32            | 73               | 2003           | Adults       |                   |                   |                   | 156               |                   |                      |                   |
| 4       | Гавришко Ігор      | 32            | 73               | 1993           | Adults       | 102               | 150               | 67                | 177               | 155               | 1                    |                   |
| 5       | Білоус Віталій     | 32            | 78               | 1990           | Adults       |                   |                   | 75                |                   |                   |                      |                   |
| 6       | Коломієць Олег     | 32            | 85               | 1989           | Adults       | 120               | 184               | 72                |                   | 640               |                      | 3                 |
| 7       | Сушко Ярослав      | 32            | 95               | 1995           | Adults       | 133               |                   |                   |                   |                   | 1                    | 3                 |
| 8       | Кремель Ярослава   | 24            | 58               | 2004           | Adults       |                   | 77                |                   |                   |                   |                      |                   |
| 9       | Мирна Єлизавета    | 24            | 63               | 2004           | Adults       | 37                | 103               | 26                |                   | 255               |                      |                   |
|         | Всього: 16 , 5 , 4 |               |                  |                |              |                   |                   |                   |                   |                   |                      |                   |

### WORLD CHAMPIONSHIP OF KETTLEBELL LIFTING 2022, 27 Oct - 1 Nov 2022
|         | Прізвище та ім'я   | Вага гирі, кг | Вагова категорія | Рік народження | Вікова група | Місце і результат | Місце і результат |
| Поштовх | Прізвище та ім'я   | Вага гирі, кг | Вагова категорія | Рік народження | Вікова група | Довгий цикл       |                   |
| ------- | ------------------ | ------------- | ---------------- | -------------- | ------------ | ----------------- | ----------------- |
| 1       | Цибулько Олександр | 24            | 78               | 2004           | U-18         |                   | 68                |
| 2       | Мирна Єлизавета    | 16            | 63               | 2004           | U-18         | 50                |                   |

### Чемпіонат світу 2021Будапешт,Угорщина, 21 - 25 жовтня
|         | Прізвище та ім'я | Вага гирі, кг | Вагова категорія | Рік народження | Вікова група | Місце і результат | Місце і результат | Місце і результат | Місце і результат | Місце і результат |
| Поштовх | Прізвище та ім'я | Вага гирі, кг | Вагова категорія | Рік народження | Вікова група | Ривок             | Двоборство        | Довгий цикл       | Естафета поштовх  |                   |
| ------- | ---------------- | ------------- | ---------------- | -------------- | ------------ | ----------------- | ----------------- | ----------------- | ----------------- | ----------------- |
| 1       | Сушко Ярослав    | 32            | 95               | 1995           | Дорослі      | 137               | 170               | 222,0             |                   | 66                |
| 2       | Коломієць Олег   | 32            | 85               | 1989           | Дорослі      | 124               | 202               | 225               | 80                |                   |
| 3       | Гавришко Ігор    | 32            | 73               | 1993           | Дорослі      | 116               | 193               | 212,5             | 70                |                   |
| 4       | Білоус Віталій   | 32            | 78               | 1990           | Дорослі      | 50                | 60                | 80                | 75                |                   |
| 5       | Срібний Руслан   | 32            | 68               | 1989           | Дорослі      | 108               | 145               | 180,5             |                   |                   |

### Чемпіонат світу 2021,Нові Сад,Сербія, 6 - 11 листопада
|         | Прізвище та ім'я | Вага гирі, кг | Вагова категорія | Рік народження | Вікова група | Місце і результат | Місце і результат | Місце і результат | Місце і результат | Місце і результат |
| Поштовх | Прізвище та ім'я | Вага гирі, кг | Вагова категорія | Рік народження | Вікова група | Ривок             | Двоборство        | Довгий цикл       | Естафета поштовх  |                   |
| ------- | ---------------- | ------------- | ---------------- | -------------- | ------------ | ----------------- | ----------------- | ----------------- | ----------------- | ----------------- |
| 2       | Коломієць Олег   | 32            | 85               | 1989           | Дорослі      | 122               | 200               | 222,0             | 74                |                   |
| 3       | Гавришко Ігор    | 32            | 73               | 1993           | Дорослі      | 128               | 177               | 216,5             | 55                |                   |
| 5       | Срібний Руслан   | 32            | 68               | 1989           | Дорослі      | 120               | 142               | 191,0             |                   |                   |
| 1       | Сушко Ярослав    | 32            | 95               | 1995           | Дорослі      |                   |                   |                   |                   | 60                |
| 4       | Білоус Віталій   | 32            | 78               | 1990           | Дорослі      |                   |                   |                   | 69                |                   |

## Статті в інтернет-виданнях, на офіційних сайтах організацій та установ
- 02.09.2013 Полтавщина Спорт: Атлети Полтавщини завоювали 16 медалей чемпіонату країни!
- 04.12.2014 Полтавщина Спорт: Цей день в історії спорту Полтавщини
- 02.03.2015 Полтавщина Спорт: Олег Коломієць установив новий рекорд України!
- 11.04.2015 Полтавщина Спорт: Цей день в історії спорту Полтавщини
- 10.10.2017 kolo.news: Полтавщина здобула командну першість на чемпіонаті України з гирьового спорту
- 18.12.2017 Полтавщина Спорт: Гирьовики з Полтавщини вибороли п’ятнадцять нагород на Всеукраїнському турнірі ім. І. Кожедуба
- 01.02.2018 Полтавщина Спорт: Полтавські гирьовики завоювали вісім медалей на турнірі в Харкові
- 18.10.2018 Укрінформ: Нацгвардійці здобули 12 медалей на чемпіонаті світу з гирьового спорту
- 17.10.2018 Полтавщина Спорт: Полтавці завоювали 13 медалей на Чемпіонаті Світу з гирьового спорту
- 16.11.2018 Полтавщина Спорт: Полтавські гирьовики завоювали шість медалей на турнірі у Переяславі
- 12.12.2018 Карлівська міська громада: Підтримка спорту – в пріоритеті міської ради
- 22.04.2019 Полтавщина Спорт: Полтавські гирьовики завоювали 31 медаль на Чемпіонаті України з гирьового спорту
- 04.06.2019 Міністерство молоді та спорту України: Здобутки українців на чемпіонаті Європи з гирьового спорту
- 04.06.2019 Полтавщина Спорт: Полтавські гирьовики завоювали 11 комплектів нагород на Чемпіонаті Європи
- 25.11.2019 Переяславська міська територіальна громада: Турнір з гирьового спорту «Переяславська осінь»
- 05.10.2020 Міністерство молоді та спорту України: Українці перші в командному заліку ЧЄ з гирьового спорту
- 30.03.2021 Полтавська ОДА: Збірна Полтавської області з гирьового спорту – найсильніша в Україні
- 30.03.2021 Полтава365: Полтавські гирьовики стали чемпіонами України
- 25.05.2021 Національний університет "Полтавська політехніка імені Юрія Кондратюка": Спортсмени Полтавщини перемогли на Чемпіонаті України з гирьового спорту
- 11.09.2021 Національний університет "Полтавська політехніка імені Юрія Кондратюка": 15 студентів-чемпіонів нагороджені відзнаками до Дня фізичної культури і спорту
- 27.10.2021 Полтавська ОДА: ПОЛТАВСЬКІ СПОРТСМЕНИ ЗАВОЮВАЛИ 6 СРІБНИХ ТА 9 БРОНЗОВИХ МЕДАЛЕЙ НА ЧЕМПІОНАТІ СВІТУ З ГИРЬОВОГО СПОРТУ СЕРЕД ДОРОСЛИХ
- 08.11.2022 PTV: Десять спортсменів Полтавської області здобули 11 призових місць на Кубку Європи з гирьового спорту
- 24.04.2023 PTV: Полтавські спортсмени здобули 33 нагороди на Чемпіонаті Європи з гирьового спорту
- 12.12.2023 PTV: Спортсмени з Полтавщини завоювали 36 нагород на Чемпіонаті світу з гирьового спорту
- 06.03.2024 PTV: Спортсмени з Полтавщини представлялимуть Україну на Чемпіонаті Європи з гирьового спорту
- 22.04.2024 PTV: Полтавський рятувальник став призером Чемпіонату Європи з гирьового спорту
- 26.05.2024 Полтавська політехніка: Студенти університету вибороли золоті та срібні нагороди Чемпіонату України з гирьового спорту